# Encyklopedyści
Encyklopedyści – grupa francuskich filozofów, naukowców i literatów, twórców Wielkiej encyklopedii francuskiej.
Utworzenie tej encyklopedii było jednym z największych przedsięwzięć epoki oświecenia i wyrazem oświeceniowego światopoglądu. Uważa się, że encyklopedyści przygotowali podłoże intelektualne rewolucji francuskiej.

## Niektórzy encyklopedyści
- Jean le Rond d’Alembert – redaktor
- Denis Diderot – redaktor
- Louis de Jaucourt
- Louis Jean Daubenton
- Georges-Louis Leclerc, Comte de Buffon
- Étienne de Condillac
- Nicolas de Condorcet
- Claude Adrien Helvétius
- Paul d’Holbach
- Monteskiusz
- François Quesnay
- Jean-Jacques Rousseau
- Anne Robert Turgot
- Voltaire